# ضحايا التمرد العراقي (2011–حتى الآن)
تشير ضحايا التمرد العراقي (2011 حتى الآن) إلى الوفيات والإصابات في العراق بعد انسحاب القوات الأمريكية في نهاية حرب العراق في 18 ديسمبر 2011، حيث استمر القتال بين الحكومة العراقية والقوات المناهضة للحكومة في التمرد العراقي (2011-2013) ثم تصاعد إلى حرب العراق (2014-2017) والتمرد العراقي اللاحق (2017 حتى الآن).

## إحصائيات الضحايا

### عدد القتلى في العراق

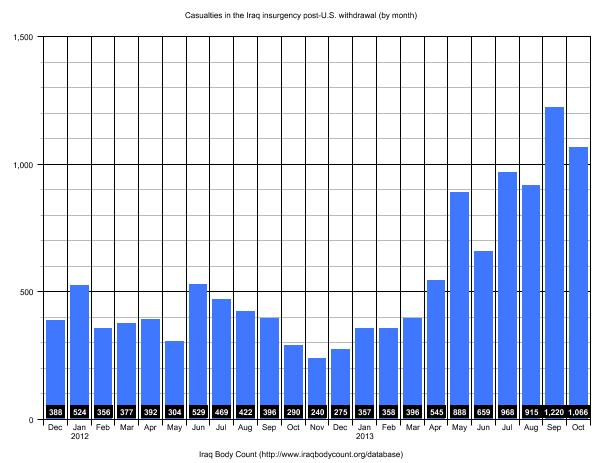
أعداد الضحايا شهرًا بشهر خلال العامين التاليين للانسحاب الأمريكي (قاعدة بيانات IBC)

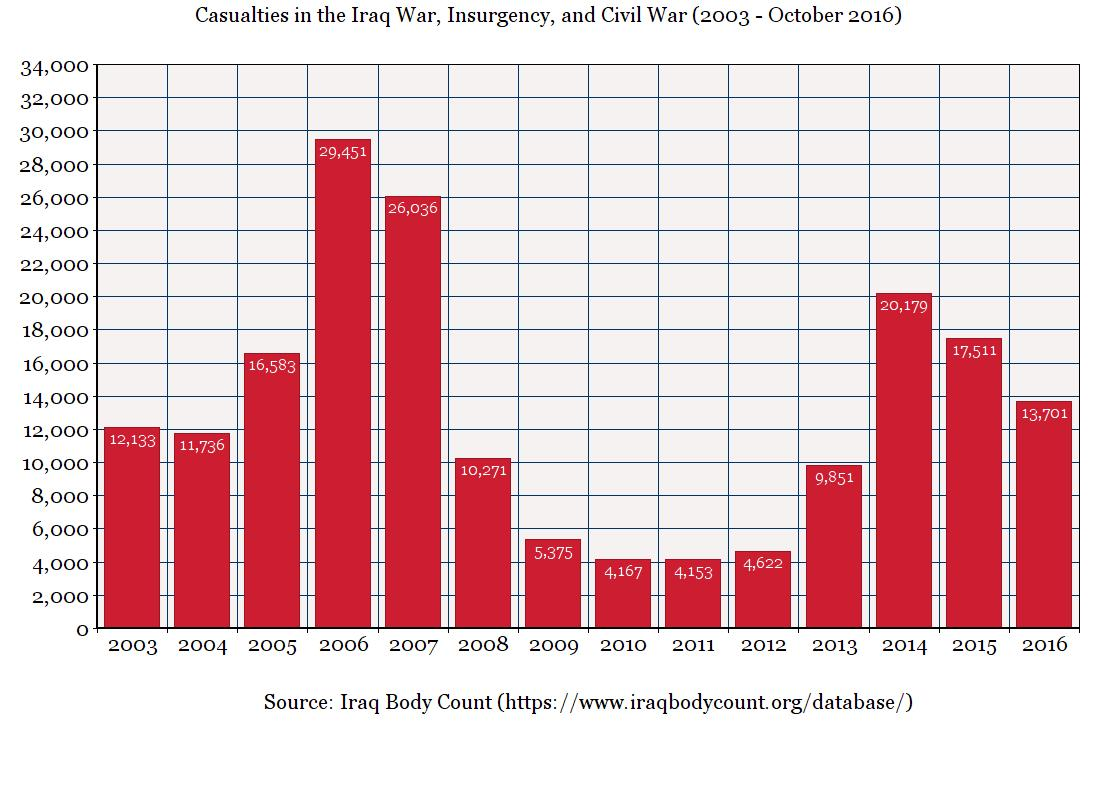
الخسائر في حرب العراق والتمرد والحرب الأهلية (2003 - أكتوبر 2016)

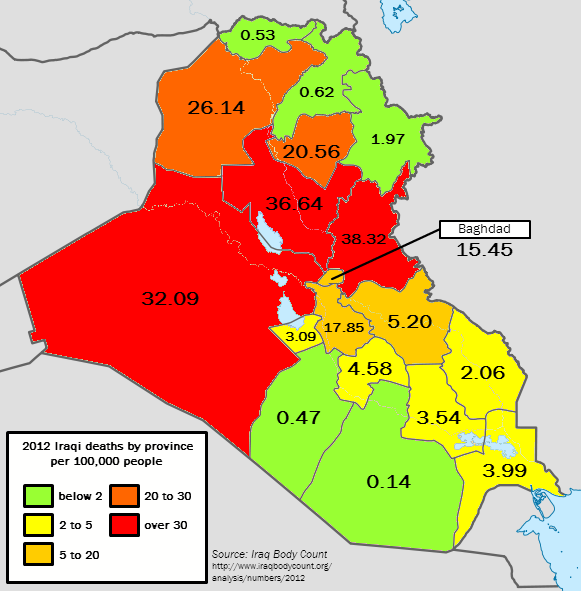
وفيات العراقيين لعام 2012 حسب المحافظة، لكل 100 ألف نسمة

مشروع إحصاء الجثث في العراق (IBC)، وهو مجموعة مستقلة بريطانية/أمريكية، يجمع أعداد القتلى المدنيين العراقيين الموثقة (غير المقدرة) نتيجة للعنف منذ غزو العراق عام 2003، بما في ذلك القتلى الذين تسبب فيهم بشكل مباشر التحالف الذي تقوده الولايات المتحدة وقوات الحكومة العراقية والهجمات شبه العسكرية أو الإجرامية التي شنها آخرون. ويُظهر نطاقًا إجماليًا يتراوح بين 175,792 إلى 196,572 قتيلًا مدنيًا على الأقل في الصراع بأكمله من مارس/آذار 2003 إلى يونيو/حزيران 2017.
وفيما يلي إجمالي أعداد القتلى المدنيين في مشروع IBC شهريًا، منذ الانسحاب الأمريكي في ديسمبر/كانون الأول 2011 فصاعدًا.
عدد المدنيين العراقيين الذين قُتلوا منذ ديسمبر 2011 وفقًا لهيئة إحصاء العراق:
| سنة  | شهر   | شهر    | شهر   | شهر   | شهر   | شهر   | شهر   | شهر   | شهر    | شهر    | شهر    | شهر    | المجموع |
| سنة  | يناير | فبراير | مارس  | أبريل | يمكن  | يونيو | يوليو | أغسطس | سبتمبر | أكتوبر | نوفمبر | ديسمبر | المجموع |
| ---- | ----- | ------ | ----- | ----- | ----- | ----- | ----- | ----- | ------ | ------ | ------ | ------ | ------- |
| 2011 |       |        |       |       |       |       |       |       |        |        |        | 392    | 4,153   |
| 2012 | 531   | 356    | 377   | 392   | 304   | 529   | 469   | 422   | 400    | 290    | 253    | 299    | 4,622   |
| 2013 | 357   | 360    | 403   | 545   | 888   | 659   | 1145  | 1013  | 1,306  | 1180   | 870    | 1,126  | 9,852   |
| 2014 | 1,097 | 972    | 1,029 | 1,037 | 1,100 | 4,088 | 1,580 | 3,340 | 1,474  | 1,738  | 1,436  | 1,327  | 20,218  |
| 2015 | 1,490 | 1,625  | 1,105 | 2,013 | 1,295 | 1,355 | 1,845 | 1,991 | 1,445  | 1,297  | 1,021  | 1,096  | 17,578  |
| 2016 | 1,374 | 1,258  | 1,459 | 1,192 | 1,276 | 1,405 | 1,280 | 1,375 | 935    | 1,970  | 1,738  | 1,131  | 16,393  |
| 2017 | 1,119 | 982    | 1,918 | 1,816 | 1,871 | 1,858 | 1,498 | 597   | 490    | 397    | 346    | 291    | 13,183  |
| 2018 | 474   | 410    | 402   | 303   | 229   | 209   | 230   | 201   | 241    | 310    | 160    | 155    | 3,319   |
| 2019 | 323   | 271    | 123   | 140   | 166   | 130   | 145   | 93    | 151    | 361    | 274    | 215    | 2,392   |

تشمل هذه الأعداد المدنيين فقط. أما مفوضية إحصاء العراق، فتشمل قوات الشرطة غير شبه العسكرية كمدنيين، وأفراد الجيش العراقي أو القوات شبه العسكرية/الميليشيات عندما تكون الوفاة نتيجة إعدام موجز بعد الأسر. تُجري مفوضية إحصاء العراق مراجعة دورية لجميع تقاريرها، وتنشر تحديثات أسبوعية لجدول الخسائر الشهري. وبالتالي، تُعتبر أرقام الأشهر القليلة الماضية في الجدول أعلاه أولية دائمًا، وستُكتب بخط مائل حتى تؤكدها المفوضية.
وفقًا لمشروع إحصاء الجثث في العراق، من بين 17049 مدنيًا مسجلًا قُتلوا في عام 2014 (وهو رقم تمت مراجعته لاحقًا بالزيادة)، قُتل 4325 على يد داعش، و1748 بغارات جوية للجيش العراقي و118 بغارات جوية للتحالف الأمريكي. كما أُبلغ عن مقتل 10858 مدنيًا آخرين على يد جهات مجهولة الهوية. من بين 16115 مدنيًا مسجلًا قُتلوا في عام 2015، قُتل 8347 بالإعدام (قتل الأسرى) و1295 بغارات جوية؛ 8818 حالة وفاة بين المدنيين شملت داعش و1492 بغارات جوية شملت القوات الحكومية العراقية.
إلى جانب التحديث المستمر لوفيات المدنيين الموثقة نتيجة للعنف، ينشر مشروع إحصاء الجثث في العراق من وقت لآخر أيضًا تقديرات لأعداد المقاتلين الذين قُتلوا (بما في ذلك الجيش العراقي والجماعات المتمردة): في نهاية عام 2014، قدرت نطاقًا أقل من 4000-5000 مقاتل قُتلوا في عام 2014 (بناءً على وكالة فرانس برس والإحصاءات الرسمية الصادرة عن الوزارات الحكومية العراقية) ونطاقًا أعلى من 30000 مقاتل قُتلوا (بناءً على تقارير إعلامية مجمعة)، وخلصت إلى أن "الحقيقة تكمن على الأرجح في مكان ما بين هذين الرقمين". في نهاية عام 2015، قدَّر مشروع إحصاء الجثث في العراق أنه في الفترة بين يونيو 2014 وديسمبر 2015، قُتل أكثر من 4000 جندي عراقي وميليشيات متحالفة، بالإضافة إلى أكثر من 1500 من أفراد البيشمركة وقوات الأمن الكردية وحوالي 13000 مقاتل من داعش. وقدرت الوزارة إجمالي عدد القتلى من المتمردين والجنود العراقيين والمقاتلين الآخرين الذين قتلوا في الفترة 2010-2015 بنحو 24340 قتيلاً.

### أرقام الحكومة العراقية
تُصدر الحكومة العراقية أرقامها الخاصة، عادةً في اليوم الأول من كل شهر. وتكون هذه الأرقام في أغلب الأحيان أقل بكثير من التقديرات الأخرى، بل وتتناقض في كثير من الأحيان مع التقارير الإخبارية، مما يؤدي إلى "نقص" واضح في أعداد الضحايا، على الرغم من أن أعداد الضحايا بدأت تقترب من التقديرات المستقلة بعد تصاعد العنف في صيف عام 2013. ولا تزال معظم وسائل الإعلام تنشر هذه الأرقام، وينشر موقع JustPolicy.org تقديرًا جاريًا استنادًا إلى دراسة لانسيت مع معدل الزيادة المستمد من إحصاء جثث العراقيين.
يمكن العثور على إحصاء شامل لجميع الأرقام في مستندات جوجل، بإذن من وكالة فرانس برس. وتشمل الأرقام المدنيين، فضلاً عن أفراد الجيش العراقي وقوات الشرطة.
تُحصي الحكومة العراقية أيضًا عدد الجرحى من هذه الفئات الثلاث، بالإضافة إلى عدد القتلى والأسرى من المتمردين. ومنذ بداية ديسمبر/كانون الأول 2011 وحتى نهاية مارس/آذار 2014، أُصيب ما لا يقل عن 19,829 عراقيًا، وفقًا لهذه التقارير، من بينهم 2,688 ضابط شرطة و2,319 من أفراد الجيش العراقي. وخلال الفترة نفسها، قُتل 1,350 متمردًا، بينما أُلقي القبض على 4,403 مشتبه بهم.
مقتل مدنيين وعناصر من الشرطة والجيش العراقيين بحسب الحكومة العراقية:
| سنة  | شهر   | شهر    | شهر  | شهر   | شهر  | شهر   | شهر   | شهر   | شهر    | شهر    | شهر    | شهر    | المجموع |
| سنة  | يناير | فبراير | مارس | أبريل | يمكن | يونيو | يوليو | أغسطس | سبتمبر | أكتوبر | نوفمبر | ديسمبر | المجموع |
| ---- | ----- | ------ | ---- | ----- | ---- | ----- | ----- | ----- | ------ | ------ | ------ | ------ | ------- |
| 2011 |       |        |      |       |      |       |       |       |        |        |        | 155    | 155     |
| 2012 | 151   | 150    | 112  | 126   | 132  | 131   | 325   | 164   | 365    | 144    | 166    | 208    | 2,174   |
| 2013 | 177   | 136    | 163  | 205   | 630  | 240   | 921   | 356   | 885    | 964    | 948    | 897    | 6,522   |
| 2014 | 1013  | 790    | 1004 | 1009  | 938  | 1922  | 1669  | 1648  | 1238   | 1725   | 1315   | 1267   | 15,538  |
| 2015 | 1408  |        |      |       |      |       |       |       |        |        |        |        |         |

### أرقام الأمم المتحدة
تحتفظ بعثة الأمم المتحدة لمساعدة العراق (يونامي) بإحصائياتها الخاصة عن الخسائر. وتشمل هذه الإحصائيات المدنيين القتلى والجرحى (بما في ذلك الشرطة) وأفراد قوات الأمن العراقية القتلى والجرحى (بما في ذلك البيشمركة والميليشيات التي تقاتل إلى جانب الجيش العراقي). ولا تشمل هذه الإحصائيات المتمردين المناهضين للحكومة. وتُحذر يونامي من أنها قد تُقلل من أعداد الضحايا، وأن الأرقام التي تُقدمها "يجب اعتبارها الحد الأدنى المطلق".
مقتل مدنيين عراقيين بحسب بعثة الأمم المتحدة لمساعدة العراق
| سنة  | شهر   | شهر    | شهر  | شهر   | شهر  | شهر   | شهر   | شهر   | شهر    | شهر    | شهر    | شهر    | المجموع |
| سنة  | يناير | فبراير | مارس | أبريل | يمكن | يونيو | يوليو | أغسطس | سبتمبر | أكتوبر | نوفمبر | ديسمبر | المجموع |
| ---- | ----- | ------ | ---- | ----- | ---- | ----- | ----- | ----- | ------ | ------ | ------ | ------ | ------- |
| 2012 |       |        |      |       |      |       |       |       |        |        | 445    | 230    |         |
| 2013 | 319   | 418    | 229  | 595   | 963  | 685   | 928   | 716   | 887    | 852    | 565    | 661    | 7,818   |
| 2014 | 618   | 564    | 484  | 610   | 603  | 1531  | 1186  | 1265  | 854    | 856    | 936    | 680    | 12,282  |
| 2015 | 790   | 611    | 729  | 535   | 665  | 665   | 844   | 585   | 537    | 559    | 489    | 506    | 7,515   |
| 2016 | 490   | 410    | 575  | 410   | 468  | 382   | 629   | 473   | 609    | 1,120  | 926    |        | 6,492   |

وبحسب بعثة الأمم المتحدة لمساعدة العراق، بلغ إجمالي عدد الضحايا المدنيين (القتلى والجرحى) في عام 2013 (بما في ذلك الشرطة) 25799 (7818 قتيلاً و17981 جريحاً).
وبحسب بعثة الأمم المتحدة لمساعدة العراق (يونامي)، بلغ إجمالي عدد الضحايا المدنيين (القتلى والجرحى) في عام 2014 (بما في ذلك الشرطة) 35408 (12282 قتيلاً و23126 جريحاً).
وبحسب بعثة الأمم المتحدة لمساعدة العراق، بلغ إجمالي عدد الضحايا المدنيين (القتلى والجرحى) في عام 2015 (بما في ذلك الشرطة) 22370 (7515 قتيلاً و14855 جريحًا).
مقتل عناصر من قوات الأمن العراقية بحسب بعثة الأمم المتحدة لمساعدة العراق
| سنة  | شهر   | شهر    | شهر  | شهر   | شهر  | شهر   | شهر   | شهر   | شهر    | شهر    | شهر    | شهر    | المجموع |
| سنة  | يناير | فبراير | مارس | أبريل | يمكن | يونيو | يوليو | أغسطس | سبتمبر | أكتوبر | نوفمبر | ديسمبر | المجموع |
| ---- | ----- | ------ | ---- | ----- | ---- | ----- | ----- | ----- | ------ | ------ | ------ | ------ | ------- |
| 2014 | 115   | 139    | 108  | 140   | 196  | 886   | 551   | 155   | 265    | 417    | 296    | 421    | 3,689   |
| 2015 | 585   | 492    | 268  | 277   | 366  | 801   | 488   | 740   | 180    | 155    | 399    | 474    | 5,225   |
| 2016 | 359   | 260    | 544  | 331   | 399  | 280   | 130   | 218   | 394    | 672    | 1,959  |        | 5,546   |

## تقارير أخرى

### Antiwar.com
يجمع موقع Antiwar.com إحصاءات شهرية وسنوية عن الضحايا من التقارير الإخبارية. تشمل هذه الإحصاءات المدنيين وأفراد الأمن والمتمردين.
في يوليو 2014، وفقًا لموقع Antiwar.com، قُتل 5698 شخصًا، من بينهم 3961 متمردًا. وكان الباقون من المدنيين وقوات الأمن. وفي الشهر التالي، أفاد موقع Antiwar.com بمقتل 1642 مدنيًا وأفرادًا من قوات الأمن و3112 مسلحًا. وفي سبتمبر، وفقًا لموقع Antiwar.com، قُتل 1158 مدنيًا وأفرادًا من قوات الأمن، إلى جانب 2632 مسلحًا. وأخيرًا، في أكتوبر، قُتل 1572 مدنيًا وأفرادًا من قوات الأمن، بالإضافة إلى 4990 مسلحًا، وفقًا لموقع Antiwar.com.
بالنسبة لعام 2014 بأكمله، قدر موقع Antiwar.com إجمالي عدد القتلى بنحو 48,590 شخصًا (16,229 قتيلاً من المدنيين والأمنيين، بالإضافة إلى 30,634 قتيلاً من المسلحين) و26,516 جريحًا.
في عام 2015، قُتل 52045 شخصًا في جميع أنحاء العراق وفقًا لموقع Antiwar.com: بلغ عدد المدنيين وأفراد الأمن الذين قتلوا 14571، بينما خسر المسلحون 37474 مقاتلًا.

### خسائر الغارات الجوية للتحالف الذي تقوده الولايات المتحدة
منذ 8 أغسطس 2014، استأنفت الولايات المتحدة الضربات الجوية ضد أهداف داعش دعماً للحكومة العراقية، إلى جانب تحالف متنامٍ من الحلفاء (يضم أستراليا وبلجيكا وكندا والدنمارك وفرنسا والأردن وهولندا والمملكة المتحدة). ووفقًا لإحصاءات ضحايا العراق، قُتل 118 مدنيًا جراء غارات جوية للتحالف في عام 2014 و845 في عام 2015. ووفقًا لـ"Airwars"، وهو فريق من الصحفيين المستقلين، قُتل ما بين 393 و571 مدنيًا جراء غارات جوية للتحالف في 54 حادثة في العراق بين 8 أغسطس 2014 و31 ديسمبر 2015؛ كما سجلت Airwars حوادث أخرى أسفرت عن مقتل مئات المدنيين، ولكن لم يكن من الممكن تأكيد مسؤولية التحالف الذي تقوده الولايات المتحدة بنفس القدر من الثقة في تلك الحالات.

## شهرًا بعد شهر

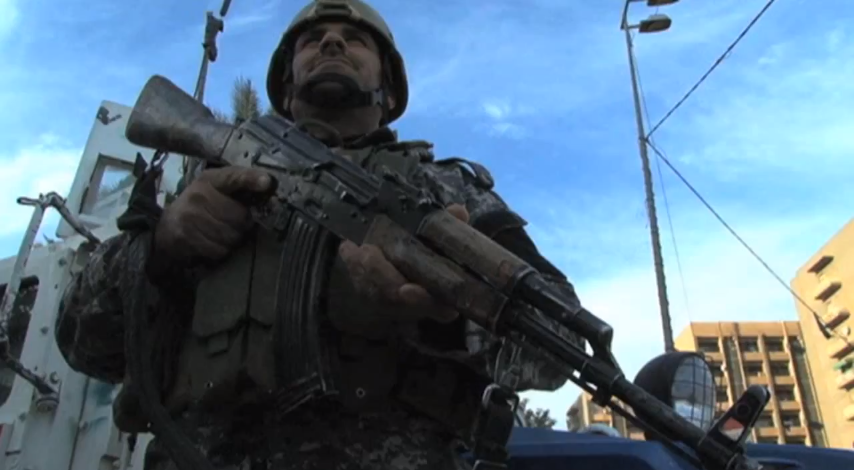
جندي عراقي يقف حارسًا في بغداد، 26 ديسمبر/كانون الأول 2011

- يتضمن هذا القسم تقديرات وكالة فرانس برس والحكومة العراقية، وبالتالي فهو يهدف إلى أن يكون إضافة إلى الجداول أعلاه.

قُتل العشرات في الأيام القليلة الأولى بعد الانسحاب الأمريكي في 18 ديسمبر 2011. وأُلحقت ما لا يقل عن 337 إصابة بسبب موجة العنف خلال الفترة من 20 إلى 26 ديسمبر. توفي حوالي 200 شخص في يناير، حيث ادعت قناة العربية أن الخسائر البشرية بلغت 151 شخصًا على الأقل. ادعت هيئة إحصاء الجثث العراقية (IBC) أن عدد الضحايا بلغ 451 شخصًا في يناير، بما في ذلك الإصابات. في فبراير، بلغ عدد القتلى في جميع أنحاء العراق 278 وفقًا لهيئة إحصاء الجثث العراقية. قُتل 74 شخصًا في الفترة من 1 إلى 8 مارس وفقًا لهيئة إحصاء الجثث العراقية، وبلغ إجمالي القتلى 112 شخصًا في العراق في مارس، وفقًا لأرقام الحكومة. قُتل ما لا يقل عن 126 عراقيًا في أبريل، بينما قُتل 132 عراقيًا في أعمال عنف طائفية بالعراق في مايو 2012. شهد شهر يونيو ارتفاعًا ملحوظًا في أعمال العنف، حيث وقع هجوم كبير بمعدل كل ثلاثة أيام. قُتل ما لا يقل عن 237 شخصًا خلال الشهر، بالإضافة إلى 603 مصابين.
كان شهر يوليو 2012 هو الشهر الأكثر دموية في العراق منذ أغسطس 2010، حيث بلغ عدد القتلى 325 شخصًا؛ 241 مدنيًا و40 شرطيًا و44 جنديًا. وشهد الشهر أيضًا إصابة 697 شخصًا بسبب العنف؛ 480 مدنيًا و122 شرطيًا و95 جنديًا. ووفقًا لأرقام الحكومة، قُتل ما لا يقل عن 164 عراقيًا خلال شهر أغسطس 2012 - 90 مدنيًا و39 جنديًا و35 شرطيًا، وأصيب 260 آخرون. كان شهر سبتمبر شهرًا دمويًا بشكل خاص، حيث ذكرت التقارير الحكومية ما لا يقل عن 365 حالة وفاة (182 مدنيًا و95 جنديًا و88 شرطيًا) و683 إصابة (453 مدنيًا و120 جنديًا و110 شرطيًا). أظهرت حصيلة الضحايا الحكومية التي صدرت لشهر أكتوبر مقتل 144 شخصًا (88 مدنيًا و31 شرطيًا و25 جنديًا) وإصابة 264 آخرين، من بينهم 110 مدنيين و92 شرطيًا و62 جنديًا. قُتل ما لا يقل عن 166 شخصًا في جميع أنحاء العراق في نوفمبر 2012 وفقًا لحصيلة الضحايا الحكومية، وتوفي 208 أشخاص في ديسمبر، من بينهم 55 شرطيًا و28 جنديًا. خلال شهر يناير 2013، قُتل ما لا يقل عن 246 شخصًا في جميع أنحاء البلاد (من بينهم 30 شرطيًا و18 جنديًا)، بينما أصيب 735 آخرون. ظلت الأرقام الحكومية منخفضة في فبراير 2013، حيث بلغ إجمالي القتلى 136 شخصًا (88 مدنيًا و22 جنديًا و26 شرطيًا) وإصابة 228 شخصًا. كان هناك زيادة طفيفة في شهر مارس، عندما قُتل 163 شخصًا وجُرح 256 في جميع أنحاء البلاد وفقًا لمصادر حكومية، على الرغم من أن المسؤولين في بغداد أكدوا أن هذه الأرقام لا تشمل المناطق الكردية.
وفقًا للأرقام الصادرة عن بعثة الأمم المتحدة لمساعدة العراق (يونامي)، كان شهر أبريل 2013 الشهر الأكثر دموية في العراق منذ أكثر من خمس سنوات، حيث قُتل ما مجموعه 712 شخصًا وجُرح 1633 في أعمال الإرهاب والعنف. استمرت الظروف في التدهور في مايو عندما أفادت يونامي بمقتل 1045 عراقيًا وإصابة 2397 آخرين في أعمال الإرهاب والعنف، مما يجعله أحد أكثر الأشهر دموية على الإطلاق. تشمل الأرقام مقتل 963 مدنيًا و181 من أفراد الشرطة المدنية، بينما أصيب 2191 مدنيًا و359 من أفراد الشرطة المدنية. كما قُتل 82 فردًا إضافيًا من أفراد قوات الأمن العراقية وأصيب 206.

## روابط خارجية
- عدد القتلى في العراق
- أرقام ضحايا بعثة الأمم المتحدة لمساعدة العراق (يونامي)

Control:  Government/Shi'ite militias/Sunni tribal fighters ;  IS/Sunni insurgents ;  Kurds (Mainly KRG) ;  Turkish Armed Forces ; 

Contested :  Government vs. ISIL/Sunni insurgents ;  KRG vs. ISIL/Sunni insurgents

Besieged_one_side :   
    
    
    
    
    
    
    

Besieged :      
Military base :       
Airport/Air base (plane) :       
Heliport/Helicopter base :    